# 서울 학도암 마애사리탑
서울 학도암 마애사리탑(-- 鶴到庵 磨崖舍利塔)은 서울특별시 노원구 학도암에 있는 조선시대의 마애사리탑이다. 2015년 8월 20일 서울특별시의 문화재자료 제64호로 지정되었다.

## 지정사유
<학도암 마애사리탑> 2기는 학도암 경내 진입로에 위치한 대형 암벽에 나란히 조성되어 있는데 좌측에 "가경이십사년기묘십월(嘉慶二十四年己卯十月) 청신녀월영영주지탑(淸信女月影靈珠之塔)", 우측에 "환□당선사취근지탑(幻□堂禪師就根之塔)"이라고 새겨져 있어 여성 재가자(在家者)인 월영(月影)과 환□당(幻□堂) 취근(就根) 스님의 사리를 봉안하기 위해 조성하였음을 알 수 있다.
두 마애사리탑은 치석(治石) 수법이나 양식으로 보아 비슷한 시기에 조성된 것으로, 현존하는 마애사리탑 중에서 규모가 크며 석비 형태로서 상부에 봉안되었던 유물은 남아있지 않지만 사각형 감실이 잘 보존되어 마애사리탑의 용도와 성격을 분명하게 보여준다.
학도암 마애사리탑은 명문을 통하여 주인공과 제작연대를 알 수 있는 작품으로, 19세기 초반 마애사리탑 연구에 기준작이 될 수 있다.

## 조사 보고서
학도암 마애사리탑은 경내 진입로에 위치한 대형 암벽에 2기가 나란히 조성되어 있다(도1).
향좌측에 새겨진 마애사리탑은 표면에 “청신녀월영영주지탑(淸信女月影靈珠之塔)”이라고 새겨져 있어 여성 재가자(在家者)인 월영(影靈)의 사리를 봉안한 조형물임을 알 수 있다(도2). 마애사리탑 하부에 낮은 받침대를 마련하고 그 위에 석비(石碑) 형태로 마애사리탑을 조성하였다. 상부에 사각형 구멍(21cm×16cm, 깊이 10cm)을 마련하여 유골이나 사리 등 봉안물을 넣었으며, 그 아래 가운데 세로로 주인공을 알 수 있도록 명문을 오목새김(음각)으로 새겨놓았다. 그리고 우측에 “가경이십사년기묘십월(嘉慶二十四年己卯十月)”이라 기록되어 1819년(순조 19)에 조성된 것임을 알 수 있다.
향우측의 마애사리탑은 표면에 “환□당선사취근지탑(幻□堂禪師就根之塔)”이라고 새겨져 있어 ‘환□당’‘취근(就根)’스님의 사리를 봉안하기 위해 조성한 조형물임을 알 수 있다(도3). 취근은 학도암에서 오랫동안 머물렀거나 인연이 깊었던 스님일 것으로 추정된다. 이 마애사리탑은 하부에 낮은 받침대를 마련하고 그 위에 석비 형태를 오목새김으로 마애사리탑을 조성하였다. 상부에 사각형 구멍(20cm×15cm, 깊이 18cm)을 마련하였다. 그 아래로 주인공을 알 수 있도록 명문을 새겨놓았다. 치석(治石) 수법이나 양식으로 보아 청신녀 월영의 마애사리탑과 비슷한 시기에 조성된 것으로 보인다.
조성연대가 새겨진 마애사리탑은 1783년 경기 안양 염불암 현진당부도(現眞堂浮屠), 1796년 추정 경기 안양 불성사 각원선사마애부도(覺圓禪師磨崖浮屠), 1852년 경북 청도 신둔사 마애현수이씨사리탑(磨崖賢修李氏舍利塔, 도4), 1873년 서울 강북 도선사 김상궁마애사리탑(金尙宮磨崖舍利塔), 1890년 안양 염불암 여산송씨마애부도(礪山宋氏磨崖浮屠) 등이 있고, 조성연대가 불분명한 것으로는 19세기 안양 반월암 서영당마애부도(西影堂磨崖浮屠), 20세기 서울 종로 안양암 춘학대화상마애부도(春鶴大和尙磨崖浮屠), 경북 상주 북장사 경암당부도(景巖堂浮屠, 도5) 등이 남아 있다(참고1). 이들 마애사리탑은 스님이나 신도가 죽은 후 조성하는 추모적인 성격의 조형물이다.
학도암 마애사리탑은 명문을 통하여 주인공을 알 수 있고, 특히 향좌측의 청신녀월영영주지탑은 조성 시기도 구체적으로 알 수 있다. 또한 현존하는 마애사리탑 중에서 규모가 크고, 석비 형태를 따르고 있으며, 상부에 봉안되었던 유물은 남아있지 않지만 사각형 감실이 잘 보존되어 마애사리탑의 용도와 성격을 분명하게 알 수 있다. 한편 이 마애사리탑은 학도암이 19세기 초반에도 지속적으로 법등(法燈)이 유지되고 있었음을 알려주며, 학도암의 연혁이나 위상과 관련하여서도 중요한 의미를 지니고 있다.
따라서 학도암 마애사리탑(2점)은 제작연대와 주인공을 알 수 있는 작품으로 19세기 초반 마애사리탑 연구에 기준작이 될 수 있는 유물인 바 서울특별시 문화재자료로 지정하여 보존하고자 한다.

## 참고 자료
- 학도암 마애사리탑 - 국가유산청 국가유산포털